# Gin Ichimaru
Gin Ichimaru (市丸 ギン Ichimaru Gin?) es un personaje de la serie de manga y anime Bleach. Fue el anterior Capitán de la Tercera División antes de irse a Hueco Mundo junto a Sōsuke Aizen y Kaname Tōsen. Su teniente fue Izuru Kira. También fue uno de los mayores antagonistas de la serie. Era un Comandante del Ejército Arrancar de Sōsuke Aizen, hasta que lo traicionó y fue asesinado por él.

## Perfil
Es un sujeto alto, delgado, con un pelo de color gris que le cae sobre la frente al estilo "casco", sus ojos son rasgados y su boca grande, formando una extraña sonrisa, lo hace ver como una persona astuta e inteligente, también suelen mantener los ojos cerrados, en muestra de astucia. Se le suele asociar con el serpiente, debido a los rasgos de su rostro y la personalidad ya mencionados.
Siempre mantiene una extraña calma despreocupada y abstraída de la realidad, su extraño sentido del humor copa todas las situaciones en las que se encuentra, ya sean calmadas o de riesgo, casi nunca revela sus propias intenciones y propósitos, lo cual hace que incluso sus aliados desconfíen de él.
Cuando lleva su traje de Capitán shinigami lleva un haori sin mangas y un traje normal y corriente.
En cambio tras su huida a Las Noches, Gin ha llevado gran variedad de hakamas, decantándose por aquellos anchos y holgados, que simulan túnicas amplias y largas.

## Personalidad
Gin fue uno de los personajes más misteriosos de toda la serie a causa de su permanente sonrisa y sus ojos rasgados, que combinado con su intensivo uso de burlas y sarcasmos hacen muy difícil discernir sus pensamientos. Muchos encuentran su comportamiento y su aspecto muy inquietante y eso provocaba que pocos se atrevan a confiar en él, incluso antes de que se revelara como un traidor. Gin parecía ser plenamente consciente del efecto que tenía sobre los demás y más de una vez se le había visto jugando con las emociones de los demás para su propia diversión. Rukia Kuchiki y Wonderweiss Margela habían admitido tenerle miedo; Rukia observándose a sí misma como si fuera estrangulada por serpientes cada vez que él le hablaba. En el anime, Gin hablaba en un dialecto distintivo de Kioto, educado, pero indirecto.
Uno de los pocos datos personales se saben de él es que su comida favorita era el caqui seco, desde que era un niño. De hecho, él mismo plantó varios árboles de caqui cerca de las oficinas de la Tercera División, secando él mismo los caquis y distribuyéndolos entre las otras divisiones. Además, no le gustaba el taro seco desde que una vez lo confundió con caqui seco. A Ichimaru también le gustaba observar a seres mortales, pasear en su tiempo libre (aunque muchas veces solo lo hacía para encontrar a alguien a quien molestar) y su especialidad era enhebrar agujas.

## Historia

### Pasado
Poco se sabe acerca del pasado de Gin, excepto que una vez salvó la vida de Rangiku Matsumoto. Desde ese entonces han sido amigos y parece ser que Matsumoto es la única persona a quién Gin parece realmente importarle, ya que, gracias a él, Rangiku tiene una fecha de cumpleaños, y esa es el día en que se conocieron.
Gin fue un niño prodigio en el Gotei 13, ya que logró graduarse en un año en la Academia de Shinigamis y ser transferido a la Quinta División comandada por Shinji Hirako y su Subcapitán Sōsuke Aizen, el Subcapitán quiso comprobar este rumor sobre el joven y lo hizo presenciando la muerte del Tercer Oficial de la División a sus manos, en ese instante ambos se presentan y Gin pasa a formar parte de la división. Nueve años más tarde cuando Aizen urde una trampa para convertir en Hollows a Kensei Muguruma, Shinji Hirako, Love Aikawa, Hachigen Ushōda, Lisa Yadōmaru y Rōjurō Otoribashi, Gin aparece junto al Subcapitán y Tōsen Kaname, no obstante el Capitán de la Duodécima División y el líder del escuadrón kidō Kisuke Urahara y Tessai Tsukabishi aparecen para detenerlos, a pesar de esto logran escapar tras evadir un potente hadō de Tessai. Tras esto Aizen incrimina a Urahara y Tessai ante la Cámara de los 46, que los condenan al exilio y a la prisión, además de la muerte para los shinigamis transformados, finalmente todo culmina con la huida de estos gracias a Yoruichi Shihōin
Se sabe que Gin fue teniente de la Quinta División bajo el mando de Sōsuke Aizen antes de convertirse en Capitán de la Tercera División y que alcanzó ese puesto al mismo tiempo que Byakuya Kuchiki, unos cuarenta años antes de la línea argumental de la serie.

### Sociedad de Almas
Gin aparece por primera vez junto al Capitán de la Undécima División Zaraki Kenpachi para provocar a Byakuya Kuchiki después de que su hermana Rukia Kuchiki fuera condenada a muerte, es el encargado de alejar a Zaraki para evitar una confrontación entre el aristócrata y el impetuoso Capitán.
Posteriormente Ichigo Kurosaki, Uryû Ishida, Yasutora Sado, Inoue Orihime y Yoruichi Shihōin llegan a la Sociedad de Almas dispuestos a salvar a Rukia, en el Rukongai Ichigo derrota al guardián de una de las cuatro puertas, Jidanbô pero en ese momento Gin aparece para echarlos fuera con su shikai (Shinsô), haciéndolos recurrir al cañón de Kûkaku Shiba. Gin es interrogado seriamente por esto en la reunión de Capitanes celebrada para tratar el asunto de los ryoka pero se detiene cuando la alarma general suena en el Seireitei, es entonces cuando mantiene unas agrias palabras con Aizen, que son presenciadas por el Capitán de la Décima División Tōshirō Hitsugaya.
Posteriormente Renji Abarai es derrotado por Ichigo Kurosaki y Byakuya Kuchiki es el encargado de ordenar su encarcelamiento a pesar de la oposición de la Subcapitana de la Quinta División Momo Hinamori, Gin aparece y llama al escuadrón médico tras llevarse consigo a su Subcapitán y amigo de Hinamori Iduru Kira. Hitsugaya aparece en ese momento y tras ver a Renji, advierte a su amiga Hinamori sobre Ichimaru y Kira.
Cuando el Capitán Aizen es asesinado, Ichimaru aparece sonriendo en la escena del crimen, Hinamori lo ataca recordando la advertencia de Hitsugaya pero Kira la detiene y comienzan a combatir, sin embargo Hitsugaya los detiene y encarcela, sin embargo también amenaza a Ichimaru ya que siente que quiere hacerle daño a Hinamori. Gin libera poco después a Kira pero es interceptado por Hitsugaya y Hinamori, para sorpresa de todos, Hinamori desea matar a Hitsugaya tras haber leído una supuesta carta de Aizen en la que incriminaba a su amigo. Hinamori es derrotada forzosamente por Hitsugaya, que se enfrenta a Ichimaru con su shikai (Hyōrinmaru), la batalla parece decantarse por Hitsugaya pero Gin amenaza con matar a Hinamori con su shikai, Rangiku Matsumoto hace acto de presencia entonces y detiene a su viejo amigo, recomendándole que se rinda, Ichimaru sonríe y se va usando el shunpō.
El día de la ejecución de Rukia Kuchiki destruye su confianza al darle una ligera esperanza de salvarla para después decirle que bromeaba, después de esto encarga a Kira que detenga a todos los que se acerquen a la Cámara de los 46 y lleva a Hinamori al interior, en la que ve a todos los representantes muertos. Allí Gin la lleva ante Sōsuke Aizen, que tras la sorpresa inicial ensarta a su subordinada en medio de un cálido abrazo. Ambos se disponen a salir pero Hitsugaya llega y los intercepta, tras escuchar las provocaciones de Aizen libera su bankai (Daiguren Hyōrinmaru), sin embargo Aizen lo deja al borde de la muerte con un solo golpe. Una vez huyen de la recién llegada Retsu Unohana se dirigen a la columna del Sōkyoku, a donde Kaname Tōsen ha llevado a Renji Abarai y Rukia Kuchiki. Aizen planea extraerle el Hōgyoku a Rukia y para ello derrota a Renji, a Ichigo Kurosaki y Sajin Komamura, una vez logrado el objetivo Gin se dispone a rematar a Rukia, pero Byakuya Kuchiki se interpone recibiendo el golpe de su shikai. En ese instante los shinigamis restantes llegan para detener a los tres Capitanes traidores, siendo Gin inmovilizado por Rangiku Matsumoto. A pesar de esto, logran escapar a Hueco Mundo usando la Negación de los Menos Grande, dedicándole Gin unas confusas disculpas a Matsumoto.

### Los Arrancar
Gin aparece posteriormente en el palacio de Sōsuke Aizen, Las Noches después de que el Sexto Espada Grimmjow Jeaguerjaques lanzara sobre Karakura un ataque sin autorización con cinco Arrancar que resultan muertos a manos del equipo de avanzada de Tōshirō Hitsugaya, lo cual provoca la ira de Kaname Tōsen, que le corta un brazo al Espada. Gin se preocupa por cómo Aizen juega con sus subordinados, pero este confía en ganar la guerra perfeccionando a los Espada con Vastlords.

### Hueco Mundo
Tras el exitoso secuestro de Inoue Orihime por parte del Cuarto Espada Ulquiorra Cifer y la distracción de otros Espada que acaba con la restauración del brazo de Grimmjow y la muerte de Luppi, Ichigo Kurosaki, Uryū Ishida y Yasutora Sado se infiltran en Hueco Mundo con la ayuda de Kisuke Urahara, derrotando a los guardianes Iceringer y Demoura y uniendo fuerzas con varios Arrancar. Aizen convoca una reunión de todos los Espada a la que asiste Gin y en la que el líder recomienda no alborotar Las Noches pero tampoco subestimar a los intrusos, a los que poco después se unen Renji Abarai y Rukia Kuchiki.
Una vez el grupo de intrusos ha penetrado en Las Noches, Gin visita el cuarto de vigilancia en el que se encuentra Kaname Tōsen junto a Wonderweiss Margera y en el que observan como el grupo se ha separado, yendo a parar tres de ello al Nido de los Tres Cifras, habitado por los Privaron Espada. Los intrusos prosiguen su camino y derrotan a los antiguos Espada, sin embargo Rukia Kuchiki se topa con el Noveno Espada Aaroniero Arleri, que posee los poderes de Mestastasia, el Hollow que devoró a Kaien Shiba, Ulquiorra visita a Gin, que afirma sentirse solo tras la muerte de Luppi, Ulquiorra, que no gusta de la compañía de Ichimaru observa como el shinigami ha variado las posiciones de los pasillos para que Rukia acabara enfrentándose al Noveno Espada provocando que el shinigami le responde Me gustan los finales felices.
Cuando el rescate de Inoue parecía totalmente imposible y los amigos de Inoue estaban en situación crítica, los Capitanes Byakuya Kuchiki, Kenpachi Zaraki, Retsu Unohana y Mayuri Kurotsuchi aparecen para derrotar a los Espada siete (Zommari Le Roux), ocho (Szayel Aporro Granz) y cinco (Nnoitra Jiruga), es entonces cuando Aizen, valiéndose de Stark hace regresar a Inoue a la habitación del trono, donde Aizen, Tōsen y Gin se disponen a destruir Karakura y formar la Ōken tras encerrar a los Capitanes y a los Ryoka cerrando sus Gargantas.
Aizen deja a Ulquiorra a cargo de Las Noches mientras junto a Gin y Tōsen se encamina a Karakura, no obstante esta ha sido trasladada a una zona deshabitada del Rukongai y los Capitanes traidores se encuentran con una réplica en la que esperan todos los Capitanes restantes de la Sociedad de Almas, Aizen llama a Starrk, Harribel y Barragán para comenzar la batalla.

### La Batalla por Karakura
Los Capitanes planean concentrarse en Aizen Sōsuke una vez hayan acabado con los Espada, para ello Shigekuni Yamamoto-Genryūsai libera su Shikai y utiliza su técnica Jōkakū Enjō para aislar a Aizen, Gin y Kaname Tōsen. A pesar de esto, Aizen confía en la victoria de sus Espada. Cuando Iduru Kira inicia su combate con el arrancar Avirama Redder, Gin se muestra contento al percibir la determinación de su antiguo subordinado, e interesado por la reacción de Aizen ante la llegada de Momo Hinamori.
Cuando Wonderweiss Margera atraviesa a Ukitake y comienza a gritar, Gin afirma que es un “mocoso escandaloso”, y que le estropea el humor cuando se pone así. Poco después ante la destrucción de Fura, comenta que era el favorito de Wonderweiss, al que observa tranquilamente ser golpeado por Mashiro Kuna. Luego, cuando Aizen decide pelear contra la Sociedad de Almas y los Visored sin contar con los caídos Espada, Gin se encarga de cortar por la mitad a Hiyori Sarugaki con su Shikai, gracias a las provocaciones de Aizen.
Continúa como un simple observador al tanto de los movimientos de Aizen y de las sucesivas derrotas tanto de Shinigami como de Vizards, hasta que empieza la lucha entre Aizen e Ichigo, interrumpida por la llegada repentina de Isshin Kurosaki. Padre e hijo se separan, enfrentándose Isshin contra Aizen e Ichigo contra Gin. En ese momento, cuando Ichigo se lanza al ataque contra él, Gin decide tomarse en serio el combate y utiliza su Bankai.
La batalla comienza igualada, Bankai contra Bankai, barriendo Gin la mitad de la ciudad con un solo ataque. Ichigo aprende poco a poco a contrarrestar los ataques de su enemigo, consiguiendo incluso herirlo en la cabeza con su Getsuga Tenshō. Ichigo también llega a averiguar por sí solo en poco tiempo que la habilidad más poderosa del Bankai de Ichimaru no es la longitud del arma, si no la velocidad a la que se estira y contrae, lo cual deja muy sorprendido al propio Gin, que no esperaba que Ichigo pudiese descubrirlo en tan poco tiempo. La batalla prosigue con gran habilidad entre ambos contrincantes, pero les lleva hasta donde se encuentran Aizen e Isshin, por lo que interrumpen la lucha, concentrándose todos en el poder del Hōgyoku que ya ha despertado en Aizen, cuando aparece Kisuke Urahara, reanudando el combate.
Gin deja de participar en la batalla, hasta que aparece por detrás de Ichigo mientras Isshin, Urahara y Yoruichi se enfrentan a Aizen. En vez de empezar a luchar, Ichimaru decide que es mejor observar la lucha, diciendo que no tienen ninguna posibilidad de ganar, ya que Aizen se ha fusionado con el Hōgyoku, aumentando sus ya excelentes habilidades al máximo. Añade además que todos van a morir, a lo que Ichigo responde que no permitirá que eso pase, pero Gin ya está convencido de la victoria de Aizen. Entonces Ichigo le recuerda que ahora que Aizen es tan poderoso, puede que él ya no le resulte tan útil. En vez de preocuparse, Gin sonríe y le responde que si piensa así, es que ya se ha dado por vencido en la batalla, y que sigue siendo tan frágil como un crío. Entonces decide que no puede permitir que Aizen mate a un niño indigno como él, con lo que reanuda la batalla con su Bankai.
Ichigo se decide a utilizar su máscara de Hollow, pero Gin lo derrota en un momento, destrozándole además la máscara y dejándolo indefenso, lo que aprovecha para burlarse de su poder y de su Hollowficación, añadiendo que en la anterior pelea estaba siendo más peligroso, pero Ichigo está sin aliento y no responde. Entonces Ichimaru le dice que huya, ya que ha perdido interés en él al comprobar que no es capaz de mantener una lucha de manera decente, y que además Aizen se habrá desilusionado al verlo así. Le pregunta también a Ichigo si siente miedo por Aizen, ya que él entiende su poder. Tras ello hace una última advertencia, y le avisa de que si no huye, lo matará él mismo.
En ese mismo momento aparece Aizen dejando a su paso una explosión de reiatsu, cayendo a sus espaldas los cuerpos inconscientes de Isshin, Urahara y Yoruichi, a los que ha derrotado con facilidad. Le pregunta a Gin sobre qué estaba haciendo con Ichigo, a lo que él responde que solo lo estaba poniendo a prueba. Aizen asiente y le dice que abra la Puerta Senkai para ir a la Sociedad de Almas a terminar el trabajo. Cuando Ichigo trata de detenerlos, Aizen termina su transformación, mostrando un nuevo aspecto con ojos negros de Hollow. Ichigo se queda quieto, paralizado de terror mirando como Aizen y Gin se marchan.
Los dos llegan al Mundo del Precipicio, donde sienten algo de nostalgia, pero aparece el Koutotsu, por lo que Gin quiere darse prisa, ya que no está formado por reiatsu, si no que mora el propio mundo de la razón, pero Aizen se detiene y lo revienta, alegando que la razón solo existe para aquellos que no pueden ir por la vida sin aferrarse a ella. Tras el incidente continúan su camino, hasta que finalmente salen a un bosque cercano a Karakura. Aizen comenta que al parecer se han desviado, a lo que Gin responde que no lo haga parecer como si fuese su culpa, ya que el desvío fue causado por la destrucción del Koutotsu. No le dan más importancia a eso y deciden andar hacia Karakura.
Una vez allí comienzan a andar por la calle, donde un ciudadano puede verlos y se acerca a preguntarles por qué todos están durmiendo, pero al acercarse a Aizen su cuerpo se hace pedazos al no poder soportar su poder espiritual. Después ven a Tatsuki Arisawa y Keigo Asano, a los que identifican como amigos de Ichigo, por lo que se acercan a matarles. Tras alcanzarlos, Aizen explica que quiere que Ichigo alcance su máximo potencial, y para ello lo mejor será que encuentre a sus amigos muertos. Tatsuki no puede apenas moverse a causa del poder espiritual de Aizen, por lo que ordena a Keigo que salga corriendo. Gin hace ademán de perseguirlo, pero Aizen le dice que no es necesario, ya que irán a por él después.
Cuando todo parece perdido para Tatsuki, hace aparición Don Kanonji, que utiliza un ineficaz ataque contra Aizen, con el que solo consigue un poco de tiempo. La chica le grita que corra, ya que si toca a Aizen morirá sin duda, pero Kanonji no le hace caso y se lanza contra su enemigo, siendo detenido por la oportuna aparición de Rangiku Matsumoto, que le convence para que huya con las chicas, quedándose a solas con Aizen y Gin. Ichimaru sonríe al verla y le pide permiso a su capitán para llevársela a otro lugar y hablar con ella. Él asiente y Gin coge a Matsumoto, desplazándose a toda velocidad hacia otro lado de la ciudad.
Una vez a solas con Rangiku, Gin le pregunta el porqué de su aparición. Ella le responde que sabía que estaría él allí, por lo que podría preguntarle la razón por la que se unió a Aizen, traicionando a Kira, que le era fiel. Él se ríe y responde con evasivas, preguntándole a ella si alguna vez Kira le dijo que él le traicionó mientras le era fiel. Ella no se ve capaz de responder, así que Ichimaru le recrimina que le está estorbando, apareciendo ante ella y atravesándola con su zanpakuto. Rangiku cae al suelo, posiblemente muerta, y Gin llega de nuevo hasta Aizen, que tiene acorralados a los amigos de Ichigo.
Aizen le pregunta si mató a Rangiku, a lo que Ichimaru responde que si, y le recuerda lo primero que le dijo cuando se conocieron. Se compara con una cobra, astuta y con la lengua en la punta de la boca, lista para atacar y devorar lo que le estorbe. Aizen se dispone a asesinar a los amigos de Ichigo, pero Gin para su espada con la mano y le dice que los matará él. Antes de que su capitán pueda hacer algo, Gin le ciega con su capa y le atraviesa con su Bankai. Aizen sonríe y le dice que ya sabía que intentaría matarle, pero que lo llevó con él porque tenía curiosidad en ver como lo iba a hacer. Tras eso le revela que con eso no será suficiente para matarle. Gin retrocede sonriendo y le muestra su espada, a la que le falta un pequeño fragmento, y revela que las características que había dado de su Bankai eran falsas.
En realidad su Bankai no tiene tanta longitud como dijo, ni se desplaza tan rápido como informó. Su velocidad se debe a que en el desplazamiento la espada se convierte parcialmente en polvo. Entonces le explica a Aizen que el fragmento de espada que le falta ha quedado dentro de su cuerpo, y que contiene un potente veneno capaz de destrozar las células del cuerpo. Aizen se desespera, pero es tarde, su pecho revienta.
Gin recuerda, la primera vez que conoció a Aizen, utilizando el Hōgyoku, vio también a Rangiku Matsumoto en el suelo herida, según eso se puede decir que ambos eran muy buenos amigos en la infancia. Gin, se da cuenta de que Aizen es el jefe.
Luego de haber atacado a Aizen, saca de su cuerpo el Hōgyoku cayendo Aizen, Gin pensó que había logrado derrotarlo, pero luego, Aizen se levanta de Una Forma nueva, diciéndole a Gin que el Hōgyoku ya esta en él, y es muy tarde quitárselo, luego le da una cortada en diagonal. Gin, haciendo un último pero vano ezfuerzo, extiende su mano tratando de quitarle el Hōgyoku a Aizen del pecho, pero este le arranca el brazo con suma facilidad y lo atraviesa con su espada como golpe final. Rangiku aparece en ese momento (Gin en realidad nunca la lastimó, al parecer habría utilizado algún tipo de conjuro para hacerla pasar por muerta) mientras Gin piensa en que al final le falló, pero está feliz de haberse disculpado con ella (cuando se va con Aizen a Hueco Mundo). Justo cuando todo parecía perdido, aparece Ichigo; Gin cruza miradas con este y, viendo fuerza en los ojos del joven, decide confiar y dejarle su misión a él. Posteriormente muere desangrado por las heridas que Aizen le propinó, sin que el equipo de regeneración de órganos a cargo de la teniente Hinamori pudiera hacer algo (Matsumoto aparece recordándolo y muy triste porque no le dejó ningún recuerdo póstumo sin embargo se dio cuenta de que si le hubiera dejado uno, nunca se habría podido recuperar por su pérdida).[cita requerida]

## Poderes
- Genio e Intelecto: Cuando era más joven, fue aclamado como un niño prodigio. Él era muy inteligente en sus clases en la Academia de Shinigamis y se graduó en un año. Su habilidad era ya evidente a una edad temprana, ganó una posición en la 5 ª División poco después de graduarse, Superando al anterior niño prodigio Kaien Shiba, que ya era un adulto y había tomado cinco años para convertirse en un oficial. Gin ha demostrado ser manipulador y engañoso, incluso cuando es evidente. Sale ileso debido a la confusión y la calma que tiene, que es parte de su estrategia. En su batalla con Hitsugaya, Gin fue capaz de manipular las posiciones de tres personas hasta que Hitsugaya tendría que elegir entre salvar su propia vida o la de Hinamori sin ningún esfuerzo visible. Ha demostrado ser capaz de engañar sencillamente, haciendo que su oponente se centre en una cosa para ocultar la verdadera amenaza.
- Maestro Especialista en esgrima: A Gin, en combate, no parecen importarle las habilidades de su oponente, aun cuando aparentemente tiene ventaja sobre él. Gin lucha sin, aparentemente, ningún esfuerzo detrás de sus ataques. Su habilidad para manejar sus habilidades de combate eran muy buenas incluso cuando era un niño. Fácilmente derrotó y asesinó al antiguo tercer oficial de la 5 º división, que por su rango y edad debería haber sido más poderoso y hábil que él. Gin usa comúnmente la habilidad especial de su Zanpaku-tō, permitiéndole ser letal a una distancia, que es capaz de matar a varios oponentes en un solo ataque. Ha demostrado tener la capacidad de utilizar la velocidad extrema mezclada con una compostura y calma en sus ataques precisos.
- Inmenso Poder Espiritual: Gin, sin hacer esfuerzo alguno, dejó fácilmente incapacitados a Chad, Orihime, Uryū, Makizō y Ganju con su reiatsu sólo con pararse frente a la dirección donde ellos estaban.
- Velocidad extremadamente rápida:Aunque en realidad nunca se muestra usando el Shunpo en combate, tras su batalla contra Hitsugaya Tōshirō, usó un impresionante Shunpo para retirarse. También es capaz de luchar de igual a igual con Ichigo utilizando a Tensa Zangetsu.
- Gran resistencia: Es capaz de resistir un Getsuga Tenshō directo de Ichigo Kurosaki usando el Bankai, sufriendo sólo una herida leve en la frente.

## Zanpakutō
En su estado normal obtiene la forma de una Wakizashi, simulando ser un pequeño puñal, Gin la lleva en su cintura cuando lleva su traje de Capitán y colgando de los entrantes de su pecho cuando lleva su hakama blanco en Las Noches.

### Shikai:Shinsō
La zanpakutô de Gin se llama  Shinsō  (神鎗, Lanza Divina), el comando para su shikai es "Dispara hasta la muerte" (o mata) (射殺せ, Ikorose). Su liberación inicial le permite extender la zanpakutō a una distancia de 100 espadas, cortando lo que se atraviese a su paso y haciéndola mortalmente útil ya que la hoja de la katana puede tomar curvas, además de esto, cuando Shinsō se extiende lo hace con gran fuerza e impulso, cobrando una gran fuerza destructiva.

### Bankai:Kamishini no Yari
El Bankai de Gin se llama  Kamishini no Yari  (神殺鎗 Lanza asesina de dioses?). Su forma no varía respecto a su shikai, el único cambio apreciable es la longitud de extensión de la espada (13 km), que puede extendenderse de la forma que Gin prefiera y dispararse a una velocidad de 500 veces mayor que la del sonido, esa es su mayor ventaja, la velocidad a la que se extiende y contrae. No obstante esta explicación es un señuelo para ocultar su verdadero poder, la liberación completa de Gin no se extiende ni tanto ni tan rápido, simplemente se convierte en polvo tanto para extenderse como para contraerse, al mismo tiempo el shinigami puede fragmentar su propia hoja para dejar esquirlas en el cuerpo de su enemigo, esquirlas que desencadenan a su orden un veneno que consume por completo las células.

#### Habilidades Especiales del Bankai
El Bankai de Gin exactamente lleva las mismas capacidades de su Shikai Shinsō, pero su poder, la longitud y velocidad son amplificadas. La hoja de corte tiene una energía tremenda, aumenta considerablemente hasta el punto en el que Gin puede extender la hoja de su espada derrumbando un grupo de edificios de un solo golpe mientras está de pie a una gran distancia. Además de poseer un aumento en las habilidades de su Shikai, su Bankai, posee en su interior un veneno mortal.
Ha mostrado dos técnicas:
- Butou (舞踏,Paso Danzante): Ichimaru usa una postura en la que usa sus dos manos y, posteriormente, coloca su Zanpakutō en el centro de su pecho, Kamishini no Yari, usa una extensión enorme y las propiedades de contracción de su Bankai es aún más aterradora que incluso en su estado normal. La extensión y la contracción son casi imperceptibles, para los observadores.

- Butou Renjin (舞踏連刃,Paso Danzante: Hoja Serial ): Como su nombre lo indica,.esta habilidad se repite y la acción de la que se prorroga aunque con un poder de destrucción aún mayor. La contracción de Kamishini no Yari, como se observa en la técnica Butou, es de sucesión rápida.

- Extensión y contracción: Lo más peligroso de Kamishini no Yari no sólo es su potencial destructivo, o la gran longitud que puede alcanzar, sino más bien es la velocidad a la que se contrae. Fiel a su nombre, el Bankai de Gin puede lograr una longitud de 13 km (aproximadamente 8,1 millas) en menos de 0,08 segundos, e ir 500 veces a la velocidad del sonido: exactamente 170.145 metros por segundo, lo que hace que Kamishini no Yari no sea la "Zanpaku-tō" más larga, pero si la "Zanpaku-tō más rápida". La velocidad de extensión de la hoja en su Bankai es su mayor capacidad, al hablar de su Zanpaku-tō, Ichimaru tiende a minimizar su velocidad y se centra en la duración y el alcance de la hoja para obtener una ventaja sobre su oponente. Posteriormente, Gin revela que esto se debe a que, en la extensión y contracción, por momentos, su Zanpaku-tō se vuelve polvo.

- Envenenamiento: La verdadera habilidad de Kamishini no Yari no radica especialmente en su velocidad de contracción o la fuerza con la que sale disparada. La verdadera habilidad del Bankai de Gin es una habilidad extremadamente poderosa con la que fue capaz de sorprender al propio Aizen. Cada fragmento de su Zanpaku-tō contiene un poderoso veneno, el cual se aloja en el cuerpo de su víctima y comienza a descomponerlo desde su interior. Gin parece depositarlo en el momento que su Zanpaku-tō se vuelve por instantes polvo. El veneno actúa de forma inmediata, sin darle tiempo suficiente a su oponente para reaccionar o para contraatacar. Gin activa esta habilidad especial mediante el comando Korose, Kamishini no Yari (殺せ, 神殺鎗, Mata, Lanza Asesina de los Dios).

## Curiosidades
- Comparte varias cosas en común con el capitán Byakuya Kuchiki. Su edad es casi la misma, y ambos se hicieron capitán casi al mismo tiempo.

- En la mayoría de los capítulos de la Saga Arrancar, en un omake, Ichimaru explica cosas que hayan salido en ese capítulo, como por ejemplo, los poderes de cierto Arrancar.

- En los pocos episodios en los que Gin sale con los ojos abiertos suelen mostrarse de diferentes colores como rojo, azul, amarillos.

- En el tomo n.º 9 del manga Rosario + Vampire página 106 donde pone "además todos siguen las reglas y han adoptado su forma humana" aparece él como cameo.

- La zanpakuto de Gin tiene el mismo poder de alargar su hoja que la espada mágica de Kojiro Sasaki de Yaiba

- En el capítulo 581 de Naruto, es nombrado por el personaje Kabuto

- Yuuki Terumi del videojuego y anime BlazBlue: Calamity Trigger se parece mucho a él